# Ormos (keresztnév)
A Ormos régi magyar személynév, talán az orom szó származéka.

## Gyakorisága
Az 1990-es években szórványos név, a 2000-es években nem szerepel a 100 leggyakoribb férfinév között.

## Névnapok
- február 4.[2]